# ما جوان می‌میریم
ما جوان می‌میریم (به انگلیسی: We Die Young) یک فیلم ویدئویی آمریکایی اکشن، درام و جنایی محصول سال ۲۰۱۹ به کارگردانی و نویسندگی لیور گلر با بازی ژان-کلود ون دام، دیوید کاستانیدا و الیجا رودریگز است.

## خلاصه داستان
لوکاس یک پسر جوان ۱۴ ساله است که در واشینگتن عضو یک باند توزیع مواد مخدر است. برادر بزرگتر او یک سرباز آمریکایی بوده که جانش را از دست داده و تنها خویشاوند او برادر کوچکترش است که لوکاس می‌کوشد او را از داخل شدن به باند خلافکار بازدارد. نهایتاً در روز عروسی خواهر رئیس باند، لوکاس می‌کوشد تا برادرش را از آن محل خارج کند. در این بین باند خلافکار به دنبال او می‌افتند و یک کهنه‌سرباز آمریکایی به نام دنیل می‌کوشد تا بچه‌ها را نجات دهد…

## تولید
فیلمبرداری در سال ۲۰۱۸ در صوفیه بلغارستان انجام شد.

## بازخوردها
رسانه عقل سلیم به این فیلم امتیاز ۲ از ۵ ستاره به این فیلم داده‌است. سایمون آبرامز از راجر ایبرت به این فیلم امتیاز ۲ ستاره داد.